# Uta Frith
Uta Frith (født 25. maj 1941) er en tysk udviklings- og neuropsykolog, som har været bannerfører for forskningen i autisme og ordblindhed. Hun har skrevet adskillige bøger om begge emner, hvoraf flere er oversat til dansk. Uta Frith har haft sin primære akademiske tilknytning til University College London, men har også en årrække været gæsteprofessor ved Aarhus Universitet.